# 4 Page Letter
A 4 Page Letter Aaliyah amerikai énekesnő negyedik  kislemeze második, One in a Million című albumáról (az USA-ban harmadik, mert a Got to Give It Up ott csak 1998-ban jelent meg). A dalt Timbaland és Missy Elliott írta, Missy a háttérvokálokban is hallható.

## Fogadtatása
A 4 Page Lettert főleg az urban és rhythmic rádióadók játszották. A rádiós játszásokon alapuló Billboard Hot 100 Airplay 59. helyéig, a Billboard Hot R&B/Hip-Hop Airplay slágerlista 12. helyéig jutott. Európában nem aratott sikert, annak ellenére sem, hogy 1999-ben újra kiadták.
Aaliyah több más dallal együtt a 4 Page Lettert is előadta a San Diegó-i 1997-es Superfest koncerten és a Summer Jam '97-en, melyet a Hot 97 New York-i rádióadó szponzorált.
A kislemezen megtalálható a Death of a Playa című dal is, melyet Aaliyah a bátyjával, Rashaddal írt, aki rappel is benne. A dal producere Timbaland volt. A Death of a Playa felkerült a Hot Like Fire/The One I Gave My Heart To kislemezre is.

## Videóklip
A 4 Page Letter videóklipjét Daniel Pearl rendezte, alapötlete Rashadtól származik. A klip egy erdőben játszódik, ahol Aaliyah megles egy táncoló férfit, később pedig egy indiánfaluban énekel.

## Változatok
CD kislemez
1. 4 Page Letter (Album Version Edit) – 3:34
2. One in a Million (Remix feat. Ginuwine) – 5:06
3. One in a Million (Nitebreed Monogolodic Dub) – 9:52
4. One in a Million (Nitebreed Bootleg Mix) – 7:13

12" maxi kislemez (Egyesült Királyság)
1. 4 Page Letter (Album Version Edit) – 3:34
2. 4 Page Letter (Timbaland’s Main Mix) – 4:37
3. 4 Page Letter (Quiet Storm Mix) – 4:33
4. Death of a Playa (feat. Rashad) – 4:53

12" maxi kislemez (USA; promó)
1. 4 Page Letter (Timbaland's Main Mix) – 4:38
2. 4 Page Letter (Quiet Storm Mix) – 4:33
3. 4 Page Letter (Album Version) – 4:52
4. 4 Page Letter (A Cappella) – 4:14

## Helyezések
| Slágerlista (1997)                    | Legmagasabb helyezés |
| ------------------------------------- | -------------------- |
| USA Billboard Hot 100 Airplay         | 59                   |
| USA Billboard Hot R&B/Hip-Hop Airplay | 12                   |
| USA Billboard Rhythmic Top 40         | 26                   |
| Brit Top 75 kislemez                  | 24                   |
| Eurochart Hot 100                     | 97                   |
| Új-zélandi RIANZ Top 50 kislemez      | 49                   |